# 토르 헤위에르달
토르 헤위에르달(노르웨이어: Thor Heyerdahl, 1914년 10월 6일 ~ 2002년 4월 18일)은 태평양 횡단과 대서양 횡단을 한 노르웨이의 탐험가이자, 역사학자, 지리학자이자 생물학자이다.